# Cacostegania
Cacostegania es un género de polilla de la familia Geometridae. Fue descrita por primera vez por William Warren en 1901 y se puede encontrar distribuido en África.

## Especies
El género Cacostegania contiene tres especies distribuidas en regiones puntuales de África:
- C. australis Warren, 1901
- C. confusa (Warren, 1901)
- C. obscurata (Warren, 1905)

## Descripción
Por lo general, las alas anteriores cuentan con una costa arqueada en la base, luego recta. El ápice del ala es romo con el margen posterior oblicuo, apenas arqueado, hasta cerca del ángulo anal del ala.